# Le Translay
Le Translay est une commune française située dans le département de la Somme, en région Hauts-de-France.

## Géographie

### Localisation
Le Translay est un village picard du Vimeu.
À vol d'oiseau, la localité est située à 5 km au nord-est de Blangy-sur-Bresle, 6 km à l'ouest de Oisemont , 9 km à l'est de Gamaches, 19 km au sud-ouest d'Abbeville et à 45 km au nord-ouest d'Amiens.
Le territoire de la commune est limitrophe de ceux de six communes.
Les communes limitrophes sont Biencourt, Bouillancourt-en-Séry, Framicourt, Frettemeule, Martainneville et Vismes.

### Hydrographie
La commune est située dans le bassin Seine-Normandie. Elle n'est drainée par aucun cours d'eau,.

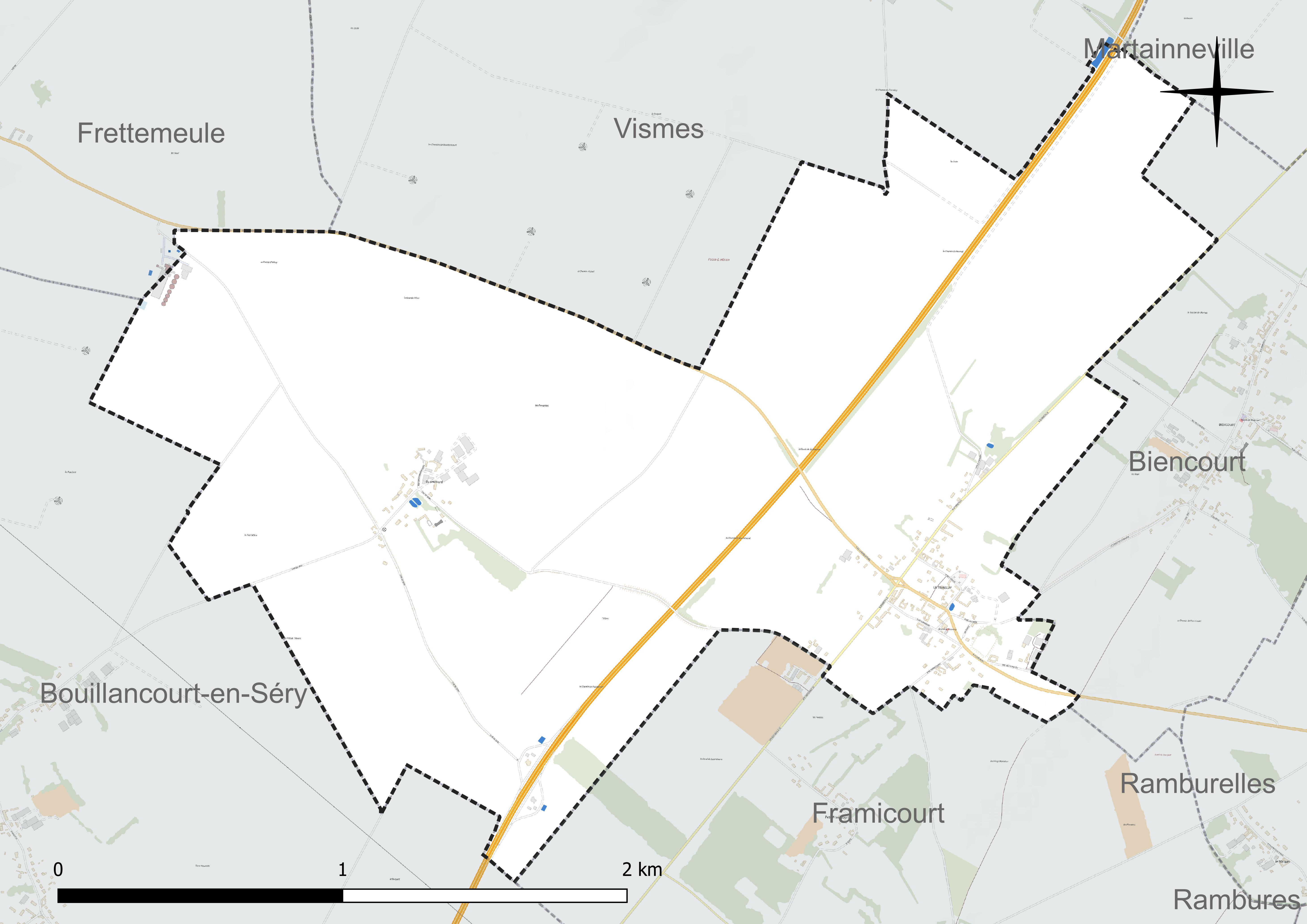
Réseau hydrographique du Translay.

### Climat
Pour des articles plus généraux, voir Climat des Hauts-de-France et Climat de la Somme.
En 2010, le climat de la commune est de type climat océanique franc, selon une étude du CNRS s'appuyant sur une série de données couvrant la période 1971-2000. En 2020, Météo-France publie une typologie des climats de la France métropolitaine dans laquelle la commune est exposée à un climat océanique et est dans la région climatique Côtes de la Manche orientale, caractérisée par un faible ensoleillement (1 550 h/an) ; forte humidité de l'air (plus de 20 h/jour avec humidité relative > 80 % en hiver), vents forts fréquents.
Pour la période 1971-2000, la température annuelle moyenne est de 10,2 °C, avec une amplitude thermique annuelle de 13,3 °C. Le cumul annuel moyen de précipitations est de 864 mm, avec 12,9 jours de précipitations en janvier et 8,8 jours en juillet. Pour la période 1991-2020, la température moyenne annuelle observée sur la station météorologique la plus proche, située sur la commune d'Oisemont à 7 km à vol d'oiseau, est de 11,1 °C et le cumul annuel moyen de précipitations est de 801,4 mm,. Pour l'avenir, les paramètres climatiques de la commune estimés pour 2050 selon différents scénarios d'émission de gaz à effet de serre sont consultables sur un site dédié publié par Météo-France en novembre 2022.

## Urbanisme

### Typologie
Au 1er janvier 2024, Le Translay est catégorisée commune rurale à habitat dispersé, selon la nouvelle grille communale de densité à sept niveaux définie par l'Insee en 2022.
Elle est située hors unité urbaine. Par ailleurs la commune fait partie de l'aire d'attraction d'Abbeville, dont elle est une commune de la couronne,. Cette aire, qui regroupe 73 communes, est catégorisée dans les aires de 50 000 à moins de 200 000 habitants,.

### Occupation des sols
L'occupation des sols de la commune, telle qu'elle ressort de la base de données européenne d'occupation biophysique des sols Corine Land Cover (CLC), est marquée par l'importance des territoires agricoles (95,4 % en 2018), une proportion identique à celle de 1990 (95,4 %). La répartition détaillée en 2018 est la suivante : 
terres arables (85,8 %), zones agricoles hétérogènes (8,1 %), zones urbanisées (4,6 %), prairies (1,4 %). L'évolution de l'occupation des sols de la commune et de ses infrastructures peut être observée sur les différentes représentations cartographiques du territoire : la carte de Cassini (XVIIIe siècle), la carte d'état-major (1820-1866) et les cartes ou photos aériennes de l'IGN pour la période actuelle (1950 à aujourd'hui).

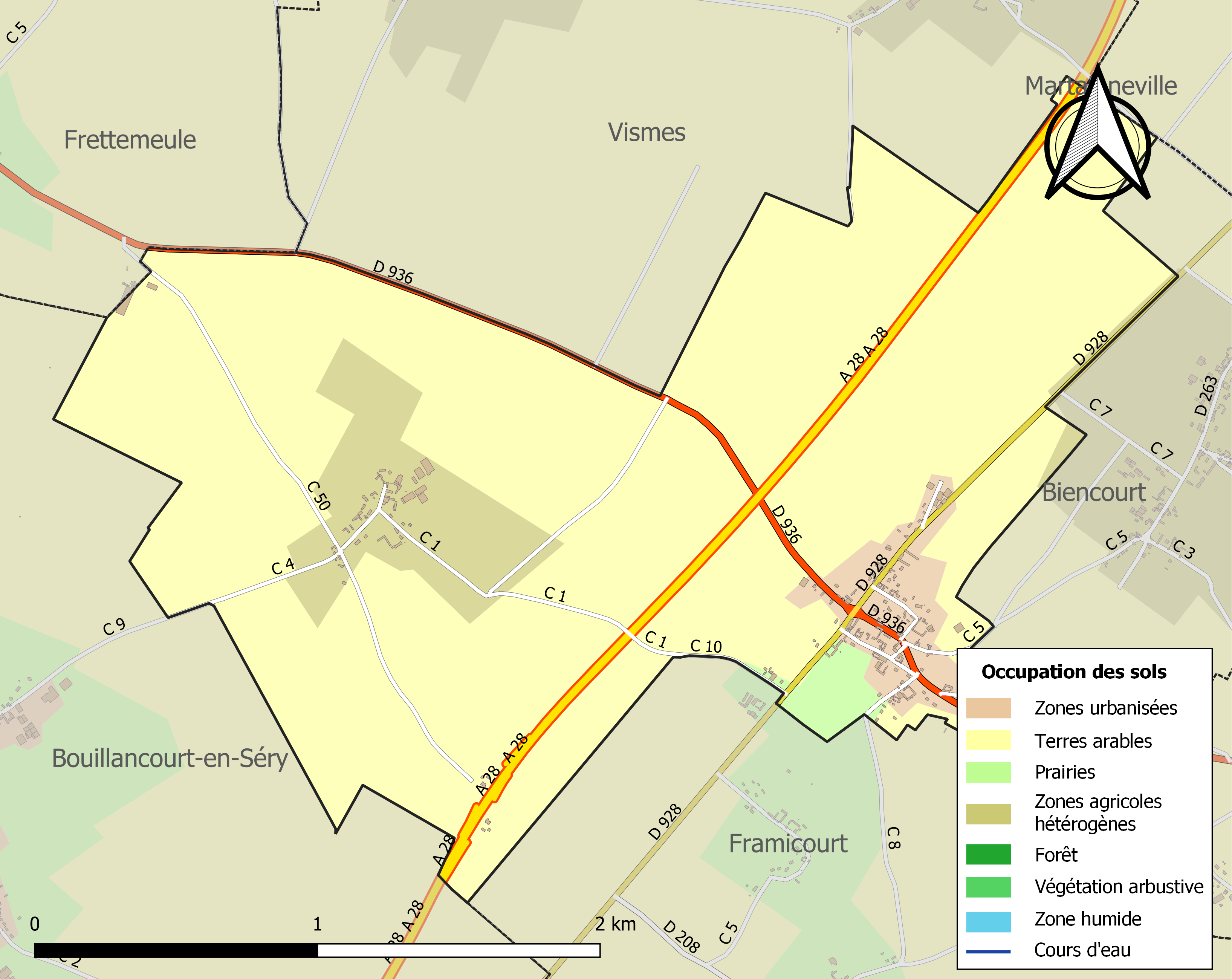
Carte des infrastructures et de l'occupation des sols de la commune en 2018 (CLC).

### Voies de communication et transports
La localité est desservie par la ligne d'autocars no 1 (Mers-les-Bains - Oisemont - Amiens) du réseau Trans'80, Hauts-de-France, chaque jour de la semaine sauf le dimanche et les jours fériés.

## Toponymie
Le nom de la localité est attesté sous les formes Translata via (.....) ;  Translel (1138) ; Transleel (1205) ; Translet (1231) ; Estranlaus (1239) ; Estranlau (1386) ; Estranliaus (1230) ; Estranslaus… ; Tranleel (1278) ; Transletum (1292) ; Le Tranllel (1300-1323) ; Tranlel (1301) ; Trenleel (1337) ; Tranloy (1337) ; Le Translet (1371) ; Le Transleel (1426) ; Le Trenleel (1429) ; Translez (1567) ; Transle (1657) ; Le Tranlé (1710) ; Tranlé (1750) ; Traslay (1753) ; Le Translay (1757) ; Le Traslay (1764) ; Tranlai (1766) ; Tranlay (1778) ; Tremlay (1771) ; Translay (1836) ; Le Tranlay (1840) ; Transletz (17..).

## Histoire
La commune, instituée lors de la Révolution française, absorbe entre 1790 et 1794 celle de Busménard.

## Politique et administration

### Rattachements administratifs et électoraux
La commune se trouvait jusqu'en 2016 dans l'arrondissement d'Abbeville du département de la Somme, avant d'intégrer le 1er janvier 2017 l'arrondissement d'Amiens. Pour l'élection des députés, elle fait partie depuis 1988 de la troisième circonscription de la Somme.
Elle faisait partie depuis 1801 du canton de Gamaches. Dans le cadre du redécoupage cantonal de 2014 en France, la commune est intégrée au canton de Poix-de-Picardie.

### Intercommunalité
La commune était membre de la petite communauté de communes de la Région d'Oisemont (CCRO), créée au 1er janvier 1995.
Dans le cadre des dispositions de la loi portant nouvelle organisation territoriale de la République du 7 août 2015, qui prévoit que les établissements publics de coopération intercommunale (EPCI) à fiscalité propre doivent avoir un minimum de 15 000 habitants, la préfète de la Somme propose en octobre 2015 un projet de nouveau schéma départemental de coopération intercommunale (SDCI) qui prévoit la réduction de 28 à 16 du nombre des intercommunalités à fiscalité propre du département.
Ce projet prévoit la « fusion des communautés de communes du Sud-Ouest Amiénois, du Contynois et de la région d'Oisemont », le nouvel ensemble de 37 412 habitants regroupant 120 communes,. À la suite de l'avis favorable de la commission départementale de coopération intercommunale en janvier 2016, la préfecture sollicite l'avis formel des conseils municipaux et communautaires concernés en vue de la mise en œuvre de la fusion.
La communauté de communes Somme Sud-Ouest (CC2SO), dont est désormais membre la commune, est ainsi créée au 1er janvier 2017.

### Liste des maires
| Période                                  | Période                      | Identité                             | Étiquette | Qualité                         |
| ---------------------------------------- | ---------------------------- | ------------------------------------ | --------- | ------------------------------- |
| Les données manquantes sont à compléter. |                              |                                      |           |                                 |
| avant 1834                               | après 1836                   | Joseph Hyacinthe Christosome Barbier |           |                                 |
|                                          |                              | M. Heffort                           |           |                                 |
| Les données manquantes sont à compléter. |                              |                                      |           |                                 |
| 1947                                     | mars 1971                    | Louis Descamps                       |           |                                 |
| mars 1971                                | 1977                         | Michel Dégardin                      |           |                                 |
| 1977                                     | 1995                         | Pierre Tuncq                         |           |                                 |
| juin 1995                                | mars 2008                    | Frédéric Tuncq                       |           |                                 |
| mars 2008                                | avril 2014                   | Engilbert Bouvet                     |           |                                 |
| avril 2014                               | En cours (au 8 octobre 2020) | Jean de Beaufort                     |           | Réélu pour le mandat 2020-2026, |

## Population et société

### Démographie
L'évolution du nombre d'habitants est connue à travers les recensements de la population effectués dans la commune depuis 1793. Pour les communes de moins de 10 000 habitants, une enquête de recensement portant sur toute la population est réalisée tous les cinq ans, les populations de référence des années intermédiaires étant quant à elles estimées par interpolation ou extrapolation. Pour la commune, le premier recensement exhaustif entrant dans le cadre du nouveau dispositif a été réalisé en 2006.

En 2022, la commune comptait 234 habitants, en évolution de −4,49 % par rapport à 2016 (Somme : −1,26 %, France hors Mayotte : +2,11 %).
| 1793 | 1800 | 1806 | 1821 | 1831 | 1836 | 1841 | 1846 | 1851 |
| ---- | ---- | ---- | ---- | ---- | ---- | ---- | ---- | ---- |
| 285  | 276  | 317  | 306  | 285  | 279  | 314  | 333  | 312  |

| 1856 | 1861 | 1866 | 1872 | 1876 | 1881 | 1886 | 1891 | 1896 |
| ---- | ---- | ---- | ---- | ---- | ---- | ---- | ---- | ---- |
| 308  | 309  | 285  | 269  | 280  | 289  | 297  | 305  | 269  |

| 1901 | 1906 | 1911 | 1921 | 1926 | 1931 | 1936 | 1946 | 1954 |
| ---- | ---- | ---- | ---- | ---- | ---- | ---- | ---- | ---- |
| 267  | 262  | 255  | 238  | 214  | 192  | 207  | 196  | 196  |

| 1962 | 1968 | 1975 | 1982 | 1990 | 1999 | 2006 | 2011 | 2016 |
| ---- | ---- | ---- | ---- | ---- | ---- | ---- | ---- | ---- |
| 202  | 201  | 202  | 198  | 200  | 182  | 197  | 235  | 245  |

| 2021 | 2022 | - | - | - | - | - | - | - |
| ---- | ---- | - | - | - | - | - | - | - |
| 241  | 234  | - | - | - | - | - | - | - |

### Enseignement
Jusqu'au 30 juin 2019, les enfants de la commune sont scolarisés au sein d'un regroupement Pédagogique Intercommunal créé en 1975 et qui concerne, depuis 2014, les communes de Framicourt et du Translay. En effet, les communes de Biencourt et Ramburelles ont alors quitté le RPI qu'elles géraient en commun avec Framicourt et Le Translay, et créé leur propre regroupement scolaire.
Framicourt et Le Translay seront intégrées au regroupement pédagogique concentré d'Oisemont, probablement à la rentrée 2018. L'établissement comptera à terme 300 élèves environ.
L'école ferme définitivement le 30 juin 2019. Les enfants seront scolarisés à Oisemont, en septembre, au sein du regroupement pédagogique concentré géré par la communauté de communes.

## Culture locale et patrimoine

### Lieux et monuments
- Église Saint-Jean-Baptiste, de brique et de blocs de craie.
- Chapelle Saint-Martin de Busménard.
- Château de Busménard, du XVIIIe siècle[39] et son parc[40].
- Motte féodale de plan carré.
- Le monument aux morts comporte le nom des victimes de la Première Guerre mondiale mais aussi ceux de tous les mobilisés ayant participé au conflit[41].

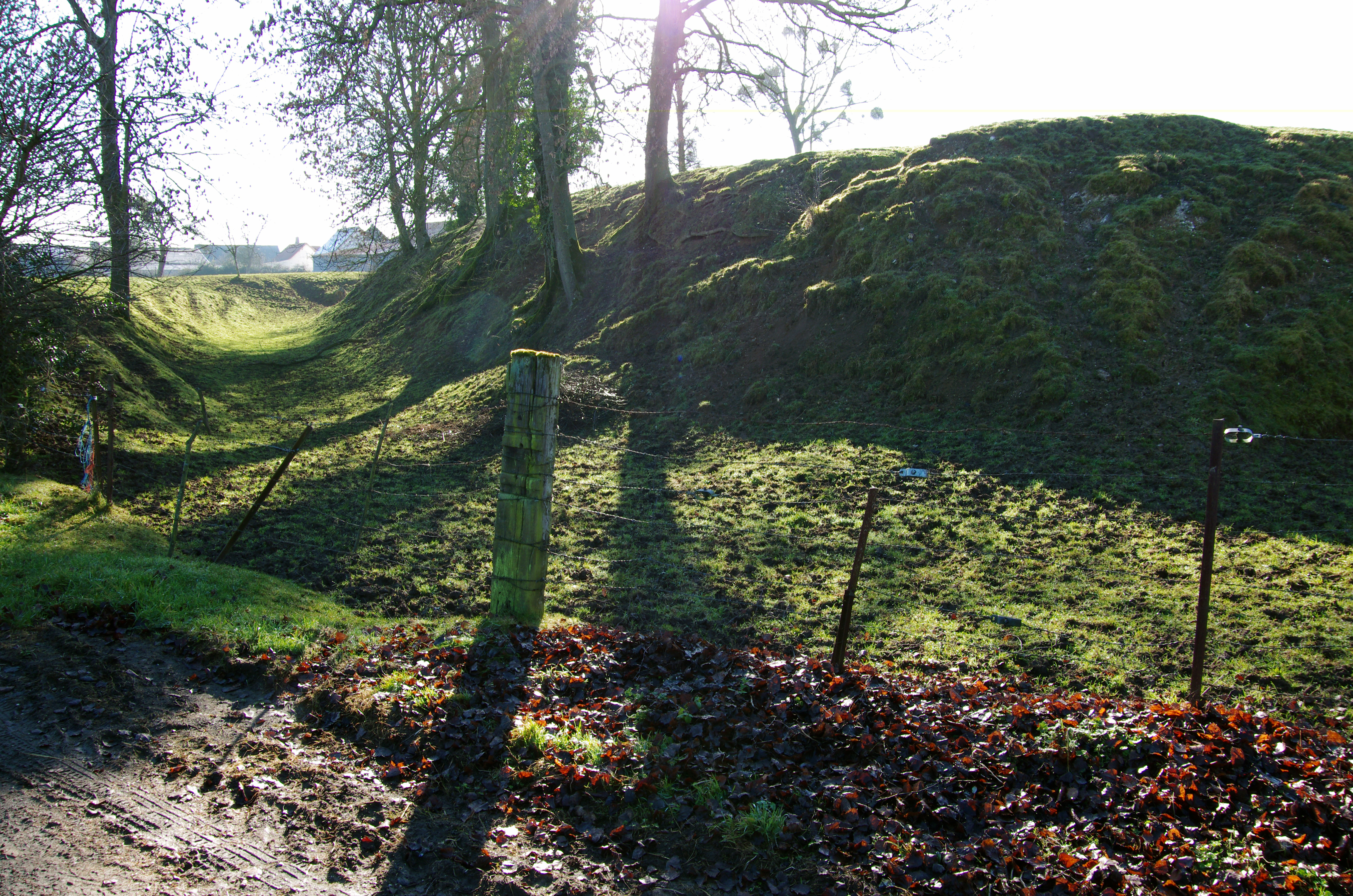
La motte castrale.
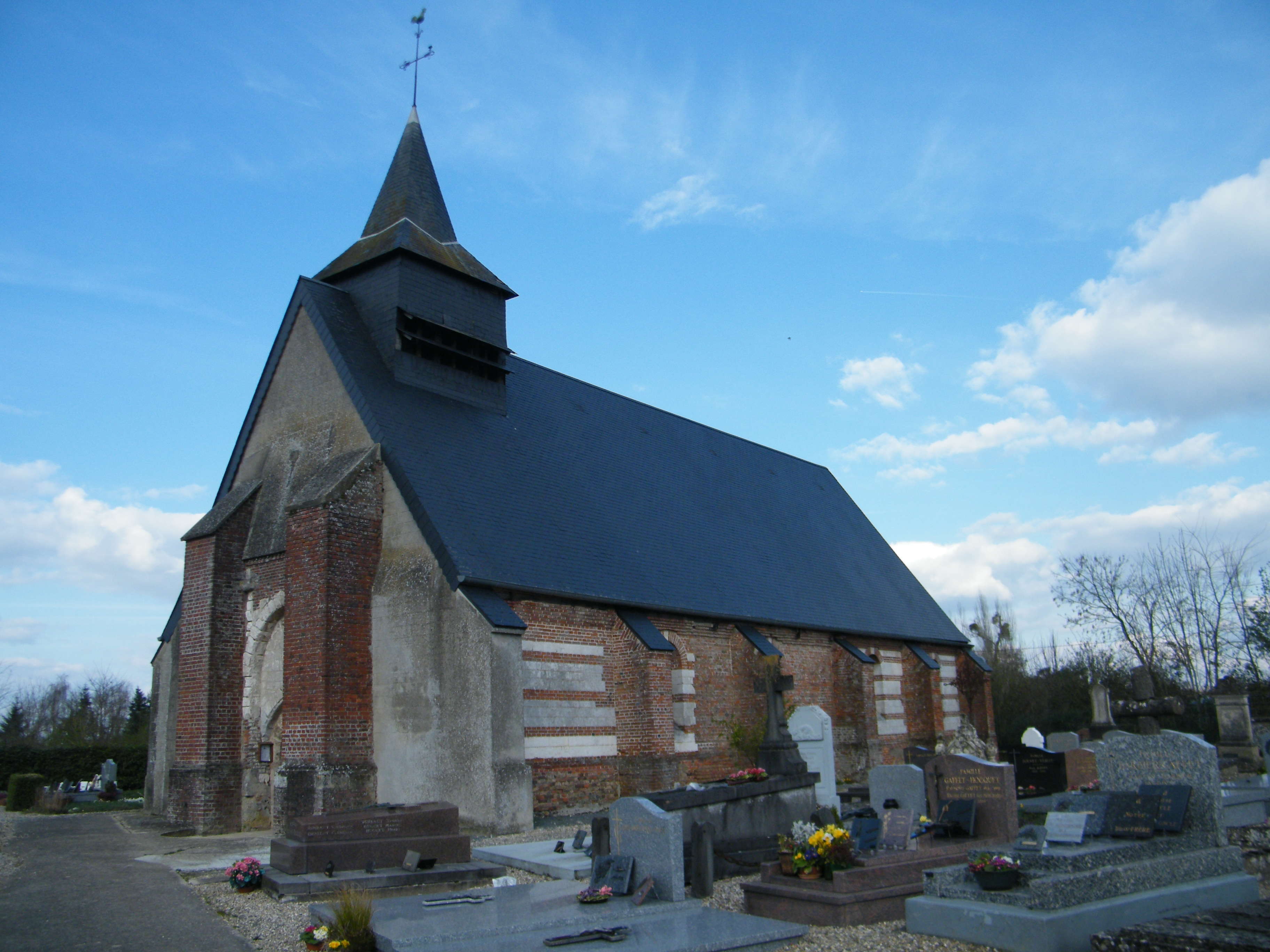
L'église Saint Jean-Baptiste, côté sud.
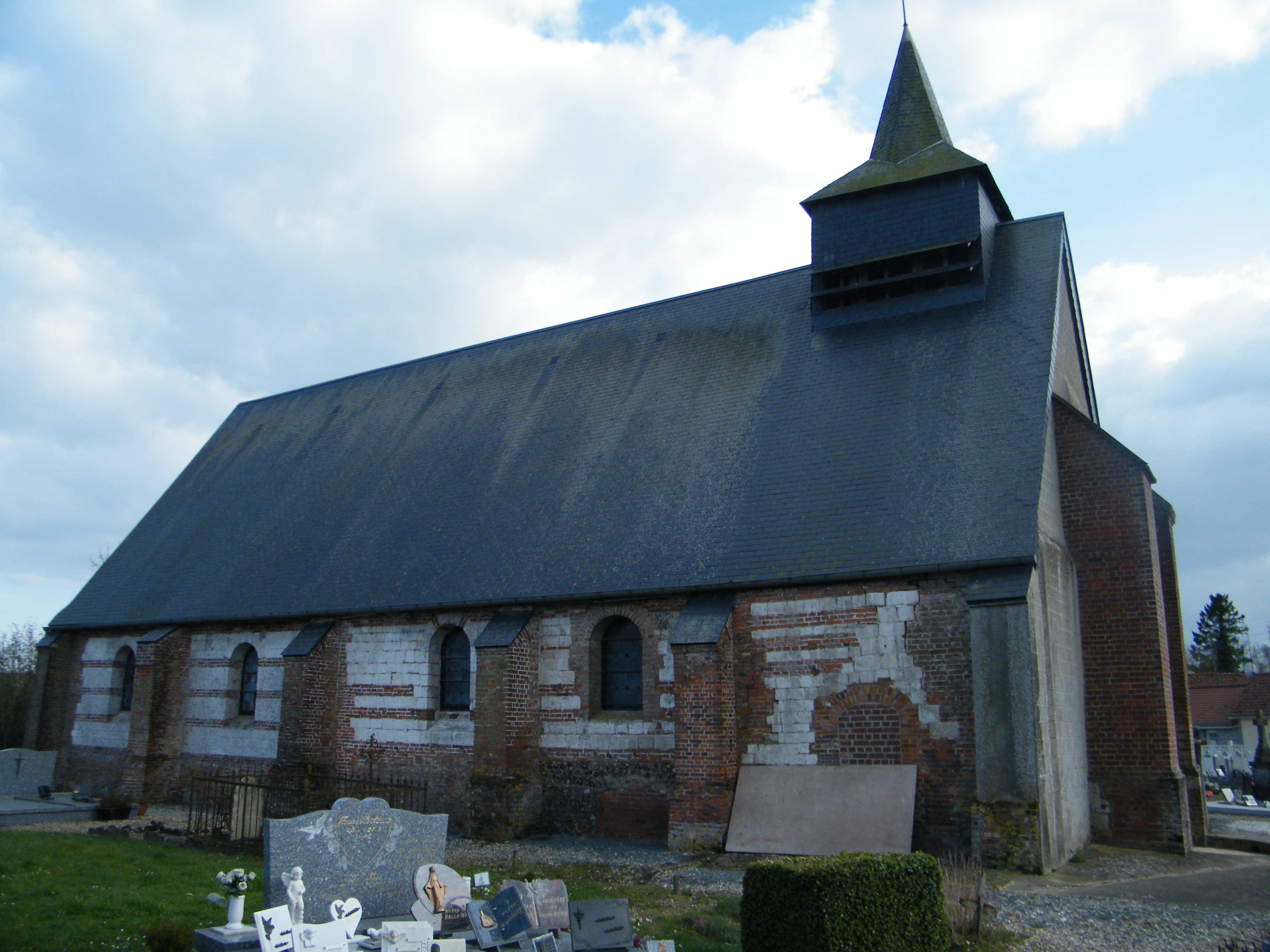
L'église, côté nord.
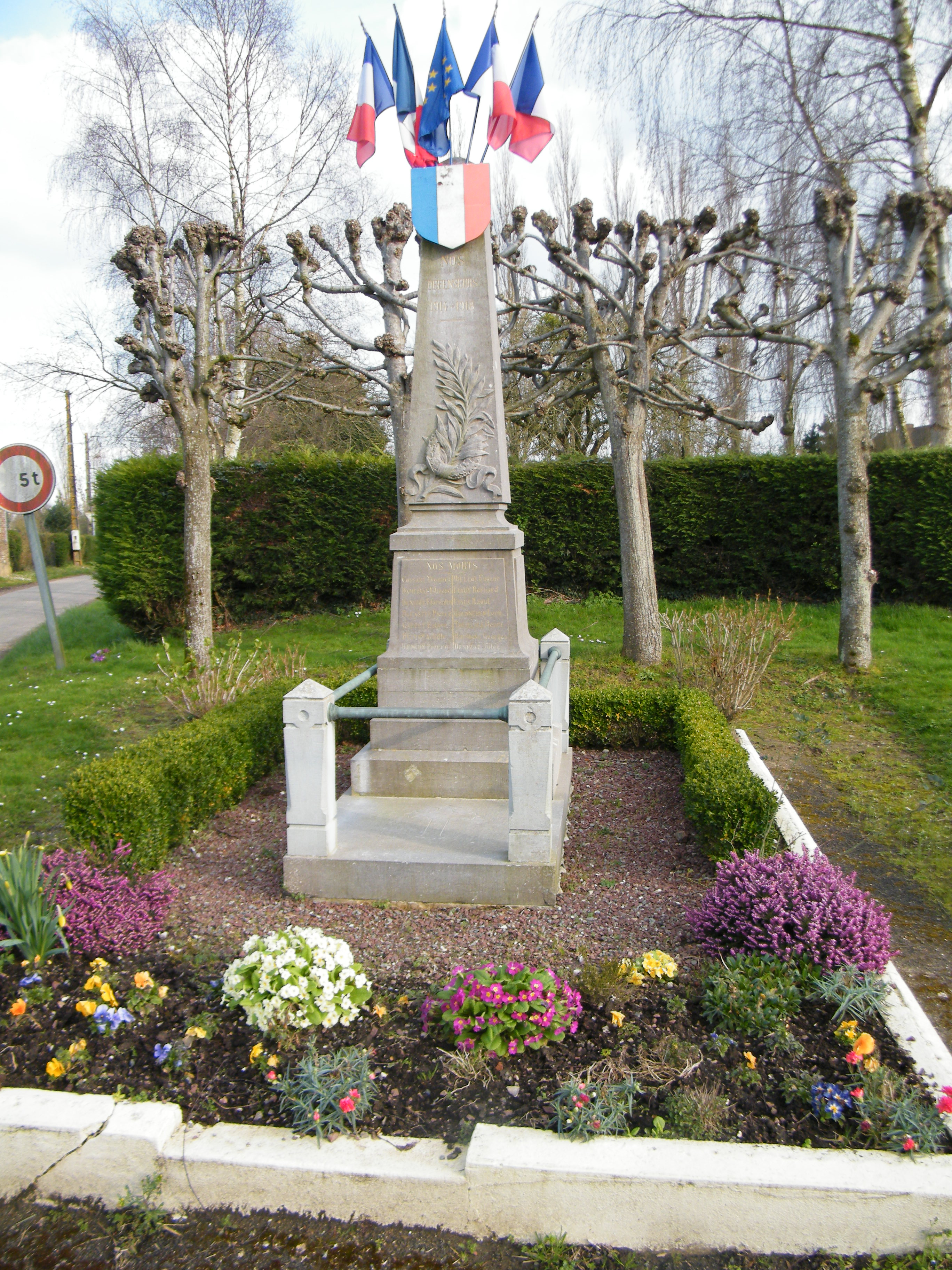
Le monument aux morts.
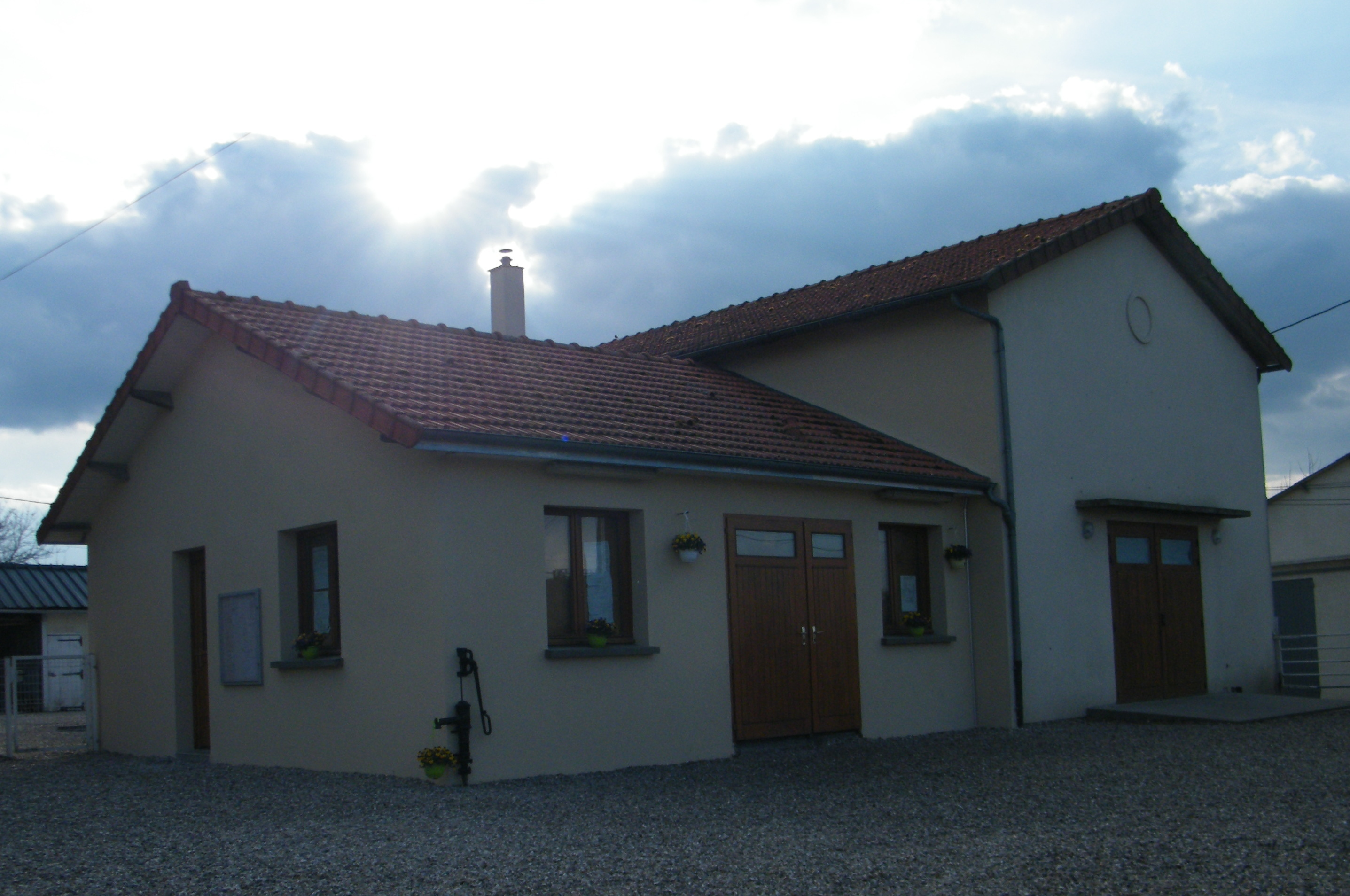
Bâtiments communaux.
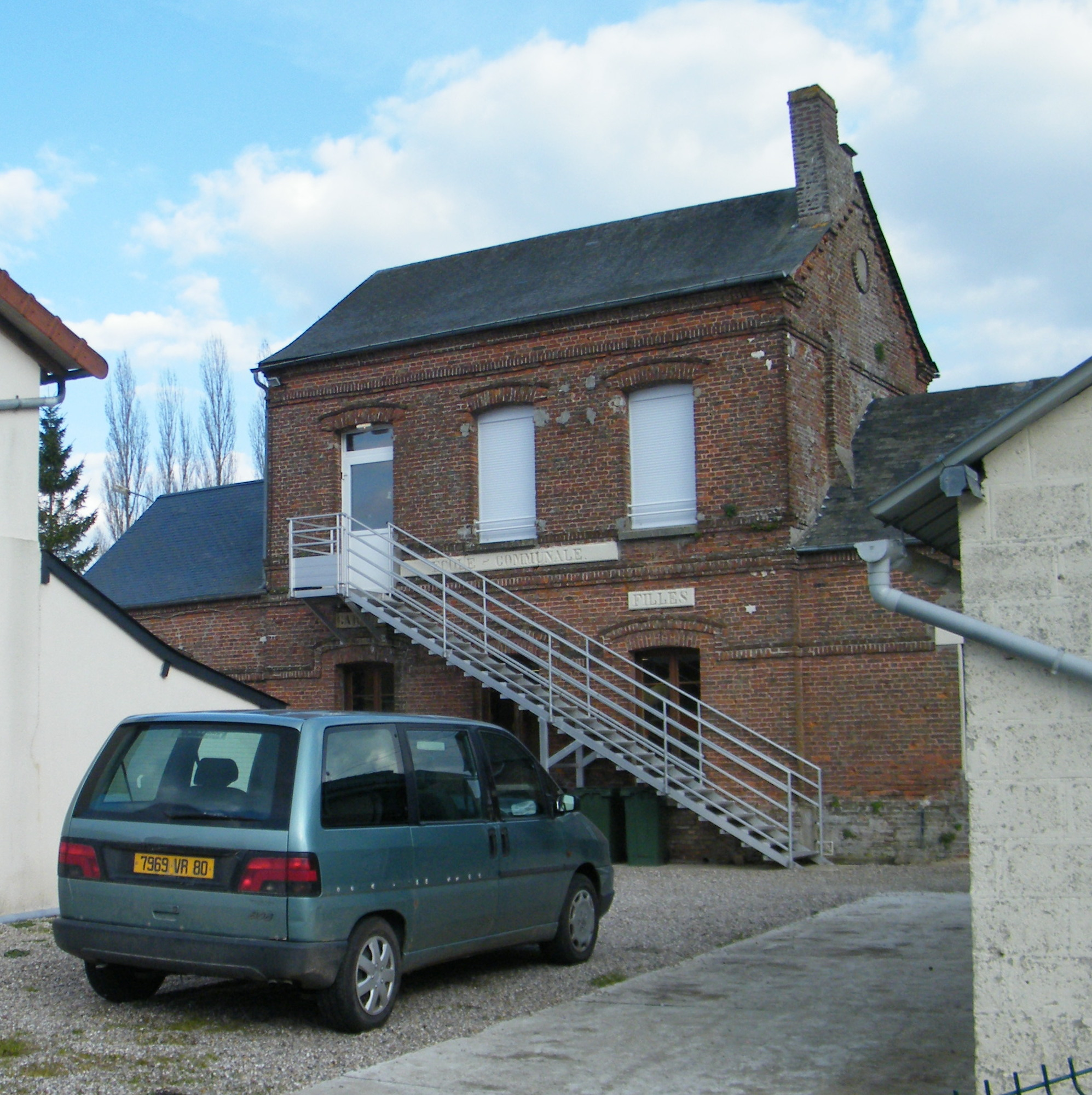
L'école.
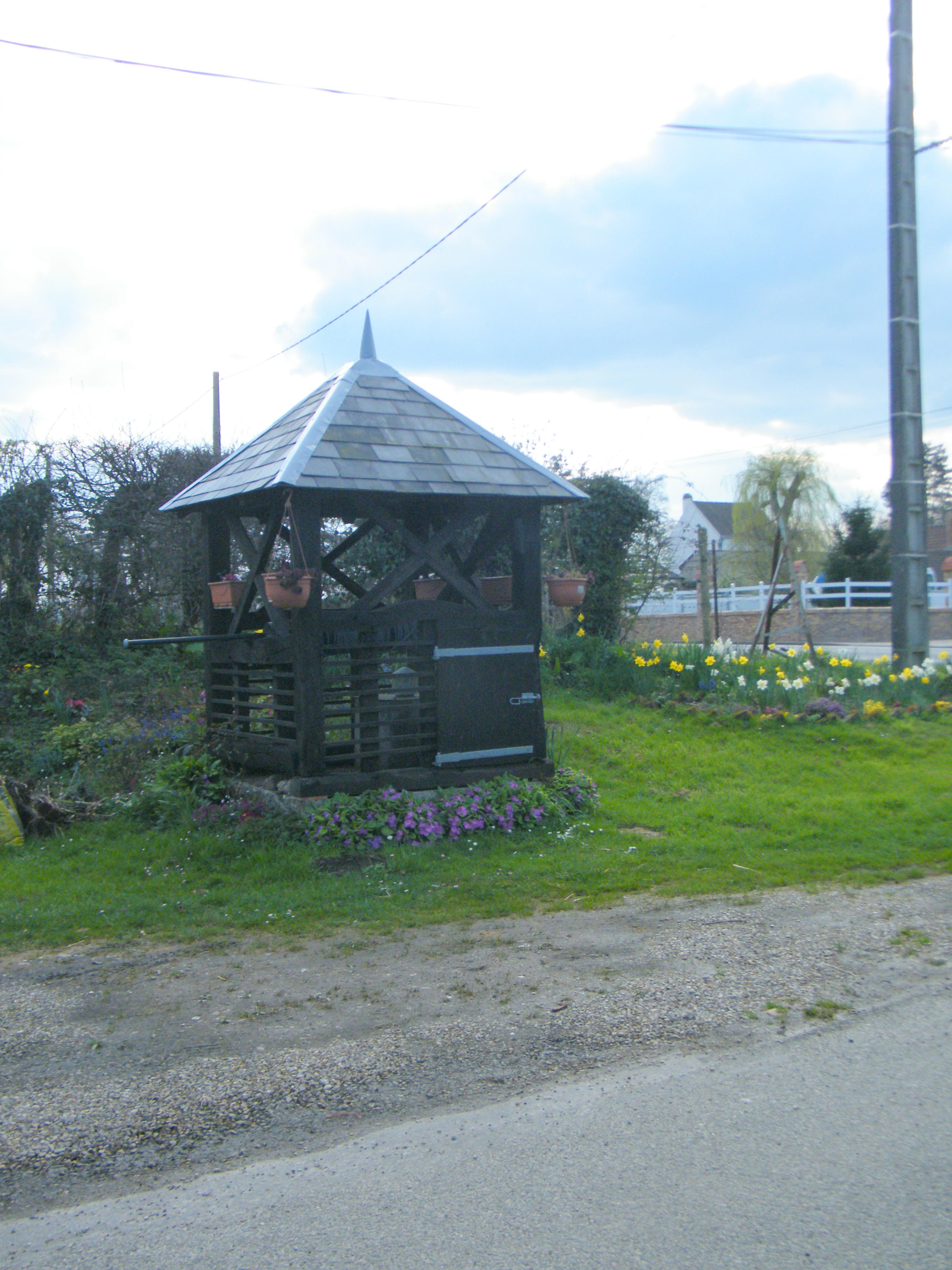
Puits patrimonial reconstitué.
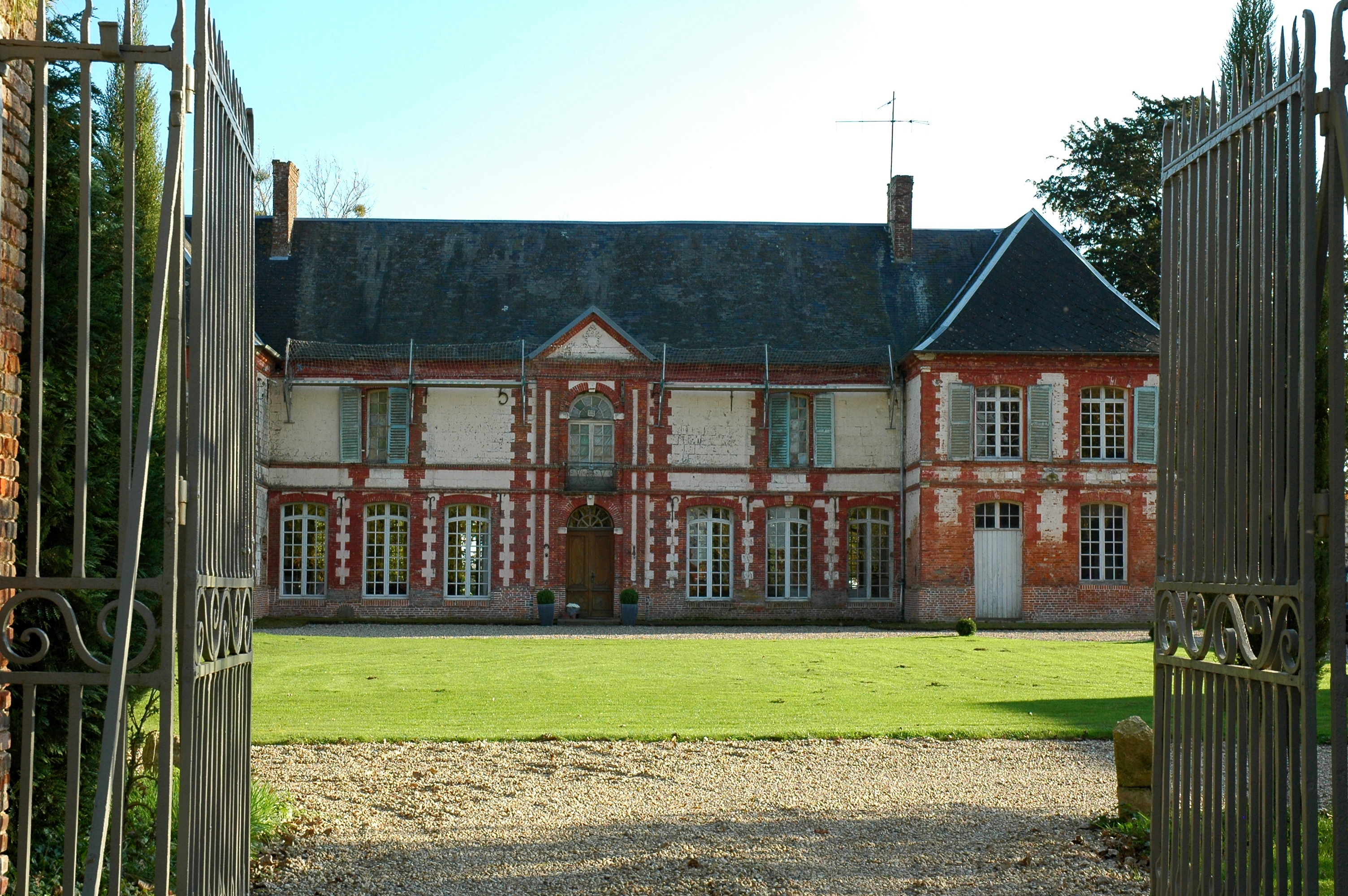
Le château de Busménard.

### Personnalités liées à la commune
- Bernard Quennehen (1930-2016), cycliste français, est né au Translay